# Das Schloss (Oper)
Das Schloss ist eine Oper in zwei Teilen von Aribert Reimann. Das vom Komponisten selbst verfasste Libretto basiert auf Franz Kafkas Roman Das Schloss und dessen Dramatisierung von Max Brod. Die Uraufführung fand am 2. September 1992 in der Deutschen Oper Berlin statt.

## Handlung
Ein nur mit dem Kürzel „K.“ benannter Landvermesser trifft in einem zu einem Schloss gehörenden Dorf ein, um dort eine Stellung anzutreten. Trotz aller Bemühungen gelingt es ihm jedoch nicht, Näheres über seine Aufgaben zu erfahren oder auch nur Zugang zum Schloss zu erlangen. Die Dorfbewohner begegnen ihm mit Feindseligkeit. Zwei angebliche Gehilfen, Artur und Jeremias, die er erst hier kennenlernt, verstehen nichts von ihrer Arbeit und scheinen ihn regelrecht auszuspionieren. Sein direkter Auftraggeber ist ein gewisser Klamm, von dem er zwei Briefe erhält, den er aber nie kennen lernt. Der Schlossbote Barnabas soll den Kontakt aufrechterhalten. K. hat große Schwierigkeiten, auch nur eine Bleibe zu finden, da er als Fremder kein Aufenthaltsrecht besitzt. Schon bald verliebt er sich in das Schankmädchen Frieda, das er Klamm ausspannt, aber gegen Ende an einen seiner Gehilfen verliert. K. und Frieda leben zeitweilig in den Unterrichtsräumen einer Schule, an der er als Hilfslehrer arbeiten kann. Seine Suche nach den Hintergründen seiner Anstellung und einer Existenzberechtigung verläuft ergebnislos im Kreis. Als Barnabas endlich die Nachricht bringt, dass K. ein offizielles Wohnrecht bekommen soll, ist es zu spät: Er ist bereits vor Erschöpfung gestorben.

### Erster Akt
Bild 1 – Vor und in dem Wirtshaus „Zur Brücke“
Der Landvermesser K. trifft am späten Abend in einem tief verschneiten Dorf ein. Da im Wirtshaus kein Zimmer mehr frei ist, erhält er vom Wirt einen Strohsack und legt sich erschöpft in einer Ecke der Wirtsstube hin. Kurz darauf erscheint Schwarzer, der Sohn eines Unterkastellans des Schlosses des Grafen Westwest, dem das Dorf gehört. Er weckt K. und weist ihn darauf hin, dass eine Übernachtung ohne gräfliche Erlaubnis verboten sei und er sofort das Gebiet verlassen müsse. K. weist ihn darauf hin, dass er vom Grafen selbst bestellt worden sei und seine Gehilfen am morgigen Tag mit dem Wagen nachkommen werden. Schwarzer vergewissert sich telefonisch im Schloss, dass K.s Behauptung stimmt. Vier Bauern befürchten, dass seine Tätigkeit ihnen schaden könnte.
Zwischenspiel I
Bild 2 – Bühne ähnlich wie Bild 1
Artur und Jeremias melden sich bei K. Die beiden jungen Männer wurden angeblich als seine Gehilfen eingestellt, besitzen aber keine Messapparate und verstehen auch nichts von der Landvermessung. K. erzählt, dass er sich im Schloss vorstellen wollte, doch der Weg immer wieder unerwartete Biegungen machte, ohne zum Ziel zu führen. Weil sich die beiden Gehilfen zum Verwechseln ähnlich sehen, beschließt er, sie beide Artur zu nennen. Sie sollen beide gleichermaßen für ihre Arbeit verantwortlich sein. Als erstes sollen sie den Kastellan anrufen, um eine Erlaubnis zum Besuch des Schlosses zu erwirken. Sie erhalten jedoch die Antwort „Weder morgen… noch ein andermal!“ Daraufhin greift K. selbst zum Apparat, hört aber nur „ein Summen… Gesang fernster… allerfernster Stimmen“. Ein Bote aus dem Schloss trifft ein: Barnabas überreicht K. einen Brief von Herrn Klamm, dem „Vorstand der zehnten Kanzlei“, dem zufolge K. „in die herrschaftlichen Dienste aufgenommen“ wurde und dem Gemeindevorsteher des Dorfes unterstellt sei. Barnabas wird sich gelegentlich nach seinen Wünschen erkundigen. K. beschließt, ihn auf seinem Rückweg ins Schloss zu begleiten.
Zwischenspiel II
Bild 3 – Straße und Waldrand, Landschaft vor dem Gasthaus „Herrenhof“
Barnabas hat K. nicht zum Schloss geführt, da er in seinem eigenen Haus übernachten will. Seine Schwester Olga arbeitet im Herrenhof, wo die Schlossbeamten logieren, wenn sie im Dorf zu tun haben. K. hofft, dort mit ihrer Hilfe ebenfalls Platz zu finden. Der Herrenhofwirt weist ihn darauf hin, dass er nur bis zum Ausschank gehen und auf keinen Fall hier übernachten dürfe. Vom Schloss sei heute nur ein einziger Herr anwesend: Herr Klamm.
Verwandlung. Die Wirtsstube im Herrenhof
Im Gasthaus befinden sich bereits einige Diener Klamms. Dessen Geliebte Frieda bedient am Ausschank. Während K. mit ihr flirtet, wird Olga von den Dienern überfallen und misshandelt. Frieda greift ein und sperrt sie in den Stall. Als der Herrenhofwirt hereinkommt, um nach dem Rechten zu sehen, versteckt sich K. unter dem Ausschankpult. Frieda kann seine Anwesenheit vor dem drohend auftretenden Wirt verbergen. Nachdem dieser gegangen ist, schlüpft sie zu K. unter das Pult. Die beiden umarmen sich unter zärtlichen Worten, bis sie von den beiden Gehilfen unterbrochen werden. Frieda verlässt den Herrenhof, um mit K. und den Gehilfen in den Brückenhof zu ziehen.
Zwischenspiel III
Bild 4 – Dachkammer im Wirtshaus „Zur Brücke“
K. und Frieda leben nun bereits vier Tage zusammen und haben sich in der armseligen Kammer eingerichtet. K. bemerkt überrascht, dass die beiden Gehilfen auf alten Frauenröcken in einer Ecke am Boden liegen. Er fühlt sich von ihnen gestört und schickt sie fort, obwohl Frieda sie verteidigt. Die Wirtin tritt ein, um mit K. über sein Verhältnis zu Frieda zu sprechen. Sie meint, dass Frieda seinetwegen ihre Anstellung verloren habe und nun Sicherungen benötige, bevor sie K. heiraten könne. K. will mit Klamm darüber sprechen. Die Wirtin glaubt jedoch, dass Klamm ihn nicht empfangen werde, da er als Fremder „überzählig und überall im Weg“ sei, Frieda verführt habe und sich mit der lumpigen Familie des Barnabas herumtreibe. Sie selbst war vor zwanzig Jahren Klamms Geliebte und habe die Erinnerung an ihn bewahrt: „Was Sie auch tun, Widersetzlichkeit ist es auf jeden Fall.“ K. lässt sich nicht verunsichern. Er eilt zum Gemeindevorsteher, um endlich seinen Dienst anzutreten. Die Gehilfen folgen ihm.
Zwischenspiel IV
Bild 5 – Bäuerliches Zimmer des Gemeindevorstehers
Der gichtkranke Gemeindevorsteher empfängt K. zunächst freundlich. Als K. ihm den von Klamm erhaltenen Brief zeigt, teilt ihm der Vorsteher jedoch mit, dass man keinen Landvermesser benötige. Die Anordnung sei nur fälschlicherweise aufgrund eines mehrere Jahre alten Erlasses erfolgt. Er bittet seine Frau Mizzi und die beiden Gehilfen, diesen zu suchen. Unterdessen erklärt er K., dass man den Erlass ablehnend beantwortet habe. Die Antwort sei aber an eine falsche Abteilung geraten, worauf sich eine „große Korrespondenz“ entwickelt habe, um den Fehler zu erforschen. Die chaotische Suche nach dem Erlass bleibt erfolglos. Der Gemeindevorsteher weist K. darauf hin, dass Klamms Brief gar keine „amtliche Zuschrift“, sondern ein „Privatbrief“ sei, wie man an der Überschrift „Sehr geehrter Herr“ deutlich sehen könne. Auch werde der Begriff Landvermesser nirgendwo erwähnt. Die Argumente K.s lässt er nicht gelten: „Dass Sie als Landvermesser aufgenommen werden, das lasse ich nicht zu!“ K. reißt empört die Tür auf, um das Zimmer zu verlassen. Die verstreuten Akten wirbeln umher und „füllen die Bühne wie ein Schneesturm“.

### Zweiter Teil
Bild 6 – Dachkammer wie im 4. Bild
Die Gehilfen besichtigen das von Frieda aufgeräumte Zimmer und die neue Tischdecke. K. schickt sie hinunter, um seine Stiefel zu putzen. Er erhält Besuch vom Lehrer, der ihm mitteilt, dass er im Auftrag des Gemeindevorstehers ein Protokoll über seine Unhöflichkeit diesem gegenüber angefertigt habe. Dennoch biete dieser ihm einen Posten als Schuldiener an. Dies sei ein Beweis für dessen Güte, denn ein Schuldiener werde eigentlich nicht gebraucht, und K. verstehe diese Arbeit nicht einmal. Gerade als K. das Angebot ablehnen will, erfährt er von Frieda, dass die Wirtin ihnen das Zimmer gekündigt hat. Daher bleibt ihm nichts anderes übrig, als die Stelle anzunehmen. Der Lehrer informiert ihn über seine neuen Pflichten. Als Gegenleistung erhält K. das Recht, in einem der beiden Schulzimmer zu wohnen, wenn nicht gerade darin unterrichtet wird. Über ein Gehalt soll nach der einmonatigen Probezeit entschieden werden. K. ist entschlossen, mit Klamm zu sprechen.
Zwischenspiel V
Bild 7 – Einsame Dorfstraße im Schnee; völliges Dunkel
K. wandert gedankenverloren in Richtung Schloss. Die Gehilfen folgen ihm und holen ihn nach einer Weile ein. Barnabas tritt „aus dem Dunkel zwischen ihnen“ hervor und überreicht K. einen Brief von Klamm, in dem dieser seine bisherigen Landvermesserarbeiten überschwänglich lobt und ihm eine Entlohnung in Aussicht stellt. K. hält das für ein Missverständnis. Er jagt die Gehilfen mit groben Worten fort. Barnabas gesteht ihm, dass er seit seiner Ankunft noch nicht wieder im Schloss war und deshalb K.s bisherige Botschaften noch nicht ausrichten konnte. K. fleht ihn an, sofort am nächsten Tag im Schloss ein Gespräch mit Klamm zu vereinbaren. Barnabas zieht sich mit einer Verbeugung zurück. Die Gehilfen erscheinen erneut, gefolgt von Frieda, die Barnabas weiterhin misstraut. Inzwischen erträgt sie auch die Anwesenheit der mysteriösen Gehilfen nicht mehr. Sie fleht K. an, mit ihr gemeinsam auswandern. K. will jedoch bleiben. Er stellt sich „ein Grab vor, tief und eng. Dort halten wir uns umarmt wie mit Zangen.“
Zwischenspiel VI
Bild 8 – Am nächsten Tag; in der Hütte des Barnabas
Barnabas zweite Schwester Amalia sitzt singend am Ofen, als K. hereintritt, der ungeduldig auf die Rückkehr seines Boten Barnabas wartet. Auch Olga kommt hinzu. Sie erzählt K. von ihren Familienverhältnissen: Amalia sei zwar die jüngste von ihnen, doch trage sie die größte Verantwortung und entscheide alles. Vor einigen Jahren habe Amalia die Anträge eines Schlossbeamten „schroff zurückgewiesen“, woraufhin die gesamte Familie vom Dorf geächtet wurde. Ihr Vater sei sofort zusammengebrochen. Sie selbst bemühe sich seitdem, die Beziehungen zum Schloss aufrechtzuerhalten, indem sie sich zweimal die Woche gegen Geld den Bediensteten hingebe. Sie habe ihrem Bruder auch die Stellung als Bote verschafft. Gelegentlich bekomme er in den Kanzleien höhere Beamte zu sehen, darunter auch Klamm – doch sei dessen Aussehen so veränderlich, dass man sich nie sicher sein könne, ob er es wirklich ist. Die Botenarbeit für K. sei Barnabas’ erster Auftrag und ein „Gnadenzeichen“ für die Familie. Jeremias teilt K. mit, dass Artur wegen dessen Grobheiten den Dienst für sie beide quittiert habe. Auch Frieda habe ihn wegen seiner Beziehungen zu den beiden Barnabas-Schwestern verlassen. Sie sei nun mit ihm, Jeremias, zusammen und arbeite wie früher im Herrenhof, wo er eine Stellung als Zimmerkellner erhalten habe. Endlich kehrt Barnabas vom Schloss zurück. Er hat für K. eine Audienz bei Erlanger, einem Sekretär Klamms, vereinbart. Jeremias eilt davon, um K. bei Erlanger zuvorzukommen. K. läuft ihm nach.
Zwischenspiel VII
Bild 9 – Ein Korridor im Herrenhof-Wirtshaus; Nacht
K. sucht verwirrt nach dem Zimmer, in dem er Erlanger treffen soll. Er begegnet Frieda, die ihn für das Ende ihrer Beziehung verantwortlich macht. Jeremias wartet frierend und fiebernd in ihrem Zimmer auf sie. Er bittet K. hinein, doch Frieda verbietet ihm den Zutritt. K. sucht weiter nach der richtigen Tür. In einem der Zimmer trifft er den Beamten Bürgel, der ihm die bürokratischen Verhältnisse im Schloss mit abschreckenden Worten schildert – alle seien überlastet und müssen im Dorf nächtliche Verhöre als „freiwillige Arbeit“ durchführen. Dadurch seien die Beamten aber auch gelegentlich bereit, die Regeln zu brechen und ihr Amt zu missbrauchen. Während der langen Rede Bürgels ist der erschöpfte K. eingeschlafen. Er verpasst somit den richtigen Augenblick, sein Anliegen vorzubringen. Bürgel weckt ihn und schickt ihn fort. Im Korridor legt sich K. zum Schlafen auf den Boden: „Schlage deinen Mantel, hoher Traum, um das Kind.“ (Er bemerkt nicht, dass zwei Diener Akten in den Zimmern verteilen. Nach getaner Arbeit bleibt ein einziger Zettel übrig. Einer der Diener betrachtet den schlafenden K. böse und zerreißt den Zettel.)
Verwandlung – Ein Friedhof; in der Mitte ein offenes Grab; in der Ferne sieht man das Schloss
Frieda, die Wirtin, die beiden Gehilfen, der Lehrer, der Gemeindevorsteher und die beiden Schwestern haben sich zur Beerdigung K.s an dessen Grab versammelt. Da trifft Barnabas mit einer Botschaft aus dem Schloss ein: Man habe K. „gnadenweise“ ein Wohnrecht erteilt, weil seine Bewerbung so langwierig war. Amalia erkennt, dass es sich um „das Wohnrecht im Grab“ handelt. Olga will das Thema in Zukunft meiden: „Wollen wir uns gleich wieder unbeliebt machen?“

## Gestaltung

### Orchester
Die Orchesterbesetzung der Oper enthält die folgenden Instrumente:
- Holzbläser: Piccoloflöte, Flöte, Altflöte, Oboe, Englischhorn, Heckelphon, Es-Klarinette, Klarinette, Bassklarinette, zwei Fagotte (2. auch Kontrafagott)
- Blechbläser: vier Hörner, vier Trompeten, drei Posaunen, Tuba
- Pauken, Schlagzeug (vier Spieler): Glockenspiel, Xylophon, Vibraphon, Röhrenglocken, fünf Tomtoms, Militärtrommel, Rührtrommel, kleine Trommel, große Trommel
- zwei Harfen
- Klavier
- Streicher: zwölf Violinen 1, zehn Violinen 2, acht Bratschen, sechs Violoncelli, fünf Kontrabässe

### Musik
Reimann extrahierte aus der Textvorlage neun deutlich voneinander abgegrenzte Bilder, denen er jeweils eine unterschiedliche Klangfarbe und Instrumentalbesetzung zuwies. In dieser Methode sah er „die einzige Möglichkeit, vom Roman wegzukommen und durch die Musik zu einem neuen Stück zu gelangen.“ Für die Charakterisierung der Personen und ihrer Umgebung in den einzelnen Bildern setzte Reimann nicht nur die Instrumentalkonfiguration ein, sondern auch jeweils unterschiedliche Musikstile, die von Choralreminiszenzen und kammermusikalischen Effekten bis hin zum Free Jazz reichen. Der Dirigent János Kulka nannte weitere Kompositionstechniken wie „Mikrostrukturen, das heißt Kleinstmotive oder Motivteile, manchmal nur zwei, drei Töne, die der Komponist konsequent wiederholt, durch rhythmische Verschiebungen variiert“ sowie „zahlreiche langgespannte expressive Stellen, die bis zu Mahler zurückreichen“. Der für diese Oper typische „Kafkaeske Klang“ sei „düster, unheimlich, mystisch, nebelig“ mit sehr tiefen Klängen. Außerdem verwendet Reimann Harmonien aus Vierteltonen in den Streichern und Hörnern, Cluster und gemischte Klänge aus Holzbläsern und Streicher-Flageoletten. Das Orchester ist häufig in die vier Instrumentenblöcke der Streicher, Holzbläser, Blechbläser und Harfen/Klavier/Schlagzeug aufgeteilt. Bei den dreifach besetzten Holzbläsern hat jeder Spieler ein anderes Instrument. Nur das zweite Fagott spielt gelegentlich auch Kontrafagott. Für die Cellisten gibt es ein lyrisches Sextett. Die Gesamtzahl der 41 Streicher ist festgelegt, da sie auch solistisch „aufgefächert“ eingesetzt werden. Der gesprochene Monolog Bürgels in der neunten Szene wird von einem Streicherkanon begleitet, der mit der Solobratsche beginnt und sich bis zur 41-Stimmigkeit erweitert, wobei jeder Spieler entweder das Thema selbst oder eine Umkehrung spielt. Der Musikkritiker Heinz Josef Herbort zählte insgesamt 26 „positiv“ und 15 „negativ“ gestimmte Spiegelformen der Themeneinsätze.
Die Bilder sind durch Zwischenspiele miteinander verbunden, in denen das Musikmaterial der vorhergehenden Bilder verarbeitet wird. Reimann zufolge „tragen [sie] Spannungszustände weiter oder nehmen Zukünftiges voraus“. Das einzige Ensemblestück der Oper ist das Schluss-Sextett, in dem sich die Gegner und Freunde K.s wie zur Warnung für etwaige Nachfolger am Friedhof versammeln. Kulka bezeichnete es als „Vokalrequiem“, in dem sich alle Soli zu einem „großen Schlußchoral“ vereinen. Dessen Musik klingt bereits im sechsten und „zum Echo variiert“ im siebten Zwischenspiel an, wo es „als Signum für K.s auswegloses Bemühen“ steht.
An einigen Stellen setzt Reimann gesprochene Texte ein. Zwei Partien – Schwarzer im ersten und Bürgel im neunten Bild – sind reine Sprechrollen. Das gesprochene Wort nutzte er „immer dann, wenn eine Information, wie zum Beispiel die Briefe an K. sich einer Vertonung entziehen“. Reimann erläuterte dazu:

„Abgesehen davon, daß beide als Zugehörige zum Schloß sich von den übrigen abheben müssen, trennen sich im 9. Bild bei der Begegnung Ks mit Bürgel zunächst scheinbar Wort und Musik mit dem Einsetzen des Spiegelkanons, der, aus der beginnenden Tonfolge der Oper entwickelt, nach und nach K. in den Schlaf führt. Im Verlauf der Erzählung Bürgels spürt man aber, daß diese Musik nicht nur in K.s Kopf entsprungen nach außen tritt, sondern auch aus dem Schloß zu kommen scheint als Essenz der vorausgegangenen Musik. Jedes Wort ist hier zum Verständnis wichtig und bis zum Einsatz K.s, wenn er Bürgel verläßt, nicht komponierbar.“

Ein wiederkehrendes musikalisches Element ist eine aufsteigende Linie aus bis zu 15 Tönen in den Streichern. Mit dieser Linie beginnt und endet die Oper. Sie etabliert eine Zwölftonreihe. Kulka bezeichnete sie als „Grundmotiv“ der Oper, das sich „in unwahrscheinlich vielen Varianten durch das ganze Stück“ ziehe. Er verglich es mit dem Anfang des Vorspiels von Wagners Parsifal, dessen Thema ähnlich synkopisch aufwärts führe. Eine weitere Gemeinsamkeit dieser beiden Werke seien die inhärenten „religionsphilosophische[n] Aspekte“.
Herbort beschrieb die erste Verwendung des Motivs in seiner Uraufführung-Rezension in der Zeit folgendermaßen:

„Violinen schrauben sich vom zweigestrichenen E aus noch einmal um zwei Oktaven in die Höhe, klettern dabei in Stufen aus einem, zwei oder drei Halbtönen. Wenn freilich die Linie ihre vierte Stufe erreicht hat, spaltet sie sich auf: In einer tieferen Stimme setzt eine Gegenbewegung abwärts ein, die ihrerseits sich auf ihrer zweiten Stufe wieder splittet, die dritte Linie führt wieder aufwärts. Ähnliches auf der siebenten Stufe der zielstrebig nach oben gerichteten Ursprungslinie: Eine zunächst abwärts, dann, sich selber revozierend, aufwärts schreitende Gegenbewegung spaltet sich noch einmal in zwei Stränge auf. So ist ein musikalisches Labyrinth entstanden, ein formales Pendant zu Kafkas Entwurf der bereits zur Zeit ihres Entstehens sich negierenden Ereignisse und Zustände.“

Reimann selbst äußerte sich ebenfalls über die Bedeutung dieses Motivs:

„Wenn K. im letzten Bild auf dem ‚Herrenhof‘ ankommt, bleibt die Musik auf dem F stehen – mit E–F hatte die Linie zuerst angefangen – und alles, was am Anfang steigend war, geht jetzt abwärts. […] Die Sehnsucht K.s nach dem Nichtgreifbaren, die mit diesem Material immer wieder, auch in der Vertikalen, angespielt wird, geht hier in den Abgrund.“

## Werkgeschichte

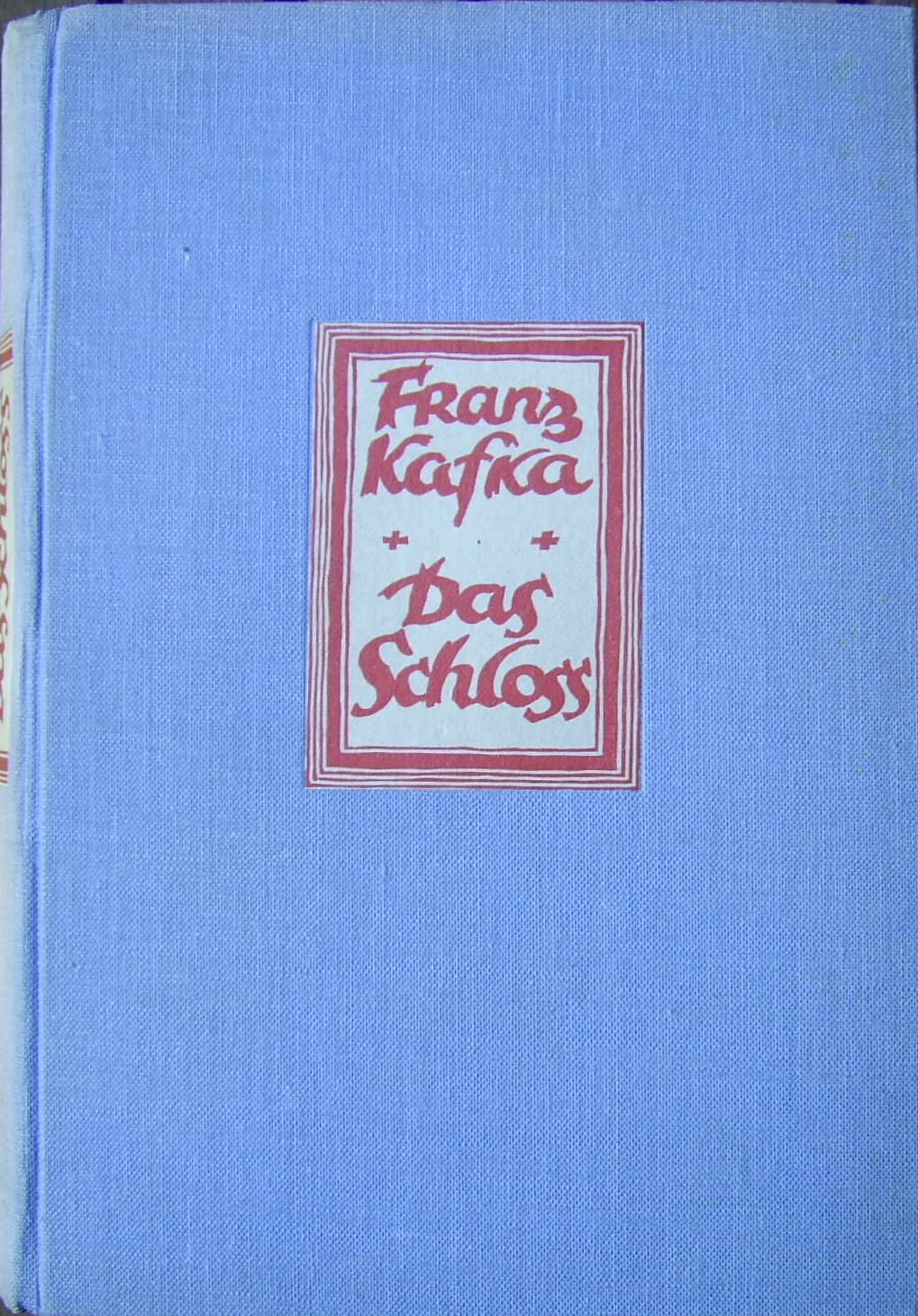
Franz Kafka: Das Schloss. Erstausgabe im Kurt Wolff Verlag 1926

Das Schloss ist Aribert Reimanns sechste Oper. Sie entstand zwischen 1989 und 1992 im Auftrag der Deutschen Oper Berlin. Das Libretto stellte Reimann selbst zusammen. Seine Vorlagen waren Franz Kafkas Roman Das Schloss und Max Brods dramatisierte Fassung desselben, die er bereits 1953 während seiner Schulzeit im Schlossparktheater Berlin gesehen hatte. Nachdem er die Einladung zu dem Auftrag erhalten hatte, hatte er zunächst an zwei andere Stoffe gedacht, die er beide wieder verwarf. Dann erinnerte er sich wieder an Das Schloss und las ein weiteres Mal den Roman. Brods Theaterfassung nutzte er als „eine Art Szenenraster“, wobei er zwei Drittel des Textes strich. Da die Hauptfigur K. in der Romanfassung keinen eigenen Text besitzt, nutzte Reimann dafür Kafkas Tagebuchnotizen und die Erzählung Hochzeitsvorbereitungen auf dem Lande.
Die Uraufführung fand am 2. September 1992 im Rahmen der Berliner Festwochen in der Deutschen Oper Berlin unter der musikalischen Leitung von Michael Boder statt. Die Inszenierung stammte von Willy Decker, Bühnenbild und Kostüme von Wolfgang Gussmann. Die Sänger waren Wolfgang Schöne (K.), Friedrich Molsberger (Wirt), Isoldé Elchlepp (Wirtin), Rolf Kühne (Schwarzer), Bengt-Ola Morgny (Artur), Ralf Lukas (Jeremias), Warren Mok (Barnabas), Ute Walther (Olga), Michal Shamir (Amalia), Gerd Feldhoff (Herrenhofwirt), Adrianne Pieczonka (Frieda), Frido Meyer-Wolff (Gemeindevorsteher), Johanna Karl-Lory (Mizzi), Peter Maus (Lehrer) und Peter Matić (Bürgel).:15036
Seitdem wurde das Werk bereits mehrfach wieder gespielt:
- 1992/1993: Deutsche Oper am Rhein Duisburg/Düsseldorf; mit Gastspiel im Juni 1993 im Opernhaus Wuppertal im Rahmen der Tage des Neuen Musiktheaters in Nordrhein-Westfalen. Dirigent: János Kulka, Regie: Kurt Horres, Bühne: Xenia Hausner, Kostüme: Danielle Laurent, K.: Richard Salter.[10] Diese Inszenierung verzichtete auf das „Skurril-Groteske“ und konzentrierte sich „auf den Passionsweg K.s“.[3]
- Mai 1993: Stadttheater Bern. Dirigent: Andreas Delfs, Inszenierung: Eike Gramss[3]
- 1994: Opernhaus Hannover. Dirigent: Hans Urbanek, Inszenierung: Andreas Homoki
- September 1994: Wiederaufnahme der Uraufführungsproduktion an der Deutschen Oper Berlin. Dirigent: Michael Boder
- 1995/1996: Nationaltheater München im Rahmen der Münchner Opernfestspiele. Dirigent: Michael Boder. Gastspiel der Uraufführungsproduktion[3]
- 1996: Jugendstiltheater Wien. Dirigent: Andreas Mitisek
- 2005: Deutsche Oper Berlin. Dirigent: Michail Jurowski

## Aufnahmen
- 2./5. September 1992 – Michael Boder (Dirigent), Willy Decker (Inszenierung), Orchester der Deutschen Oper Berlin.
 Wolfgang Schöne (K.), Friedrich Molsberger (Wirt), Isoldé Elchlepp (Wirtin), Rolf Kühne (Schwarzer), Bengt-Ola Morgny (Artur), Ralf Lukas (Jeremias), Warren Mok (Barnabas), Ute Walther (Olga), Michal Shamir (Amalia), Gerd Feldhoff (Herrenhofwirt), Adrianne Pieczonka (Frieda), Frido Meyer-Wolff (Gemeindevorsteher), Johanna Karl-Lory (Mizzi), Peter Maus (Lehrer), Peter Matić (Bürgel).
 Live-Mitschnitt der Uraufführung aus der Deutschen Oper Berlin; ohne die Texte der 10. Szene.[9]:15036
- Oktober/November 1996 – Michael Boder (Dirigent), Bayerisches Staatsorchester München.
 Richard Salter (K.), Harry Dworchak (Wirt), Isoldé Elchlepp (Wirtin), Rüdiger Trebes (Schwarzer), Bengt-Ola Morgny (Artur), Ralf Lukas (Jeremias), Claes-Håkan Ahnsjö (Barnabas), Ute Walther (Olga), Jennifer Trost (Amalia), Hermann Becht (Herrenhofwirt), Eva Zweadberg (Frieda), Kieth Engen (Gemeindevorsteher), Heidy Forster (Mizzi), Helmut Pampuch (Lehrer), Peter Matić (Bürgel).
 Live-Montage aus München; Opernwelt-CD-Tipp: „künstlerisch wertvoll“.[3]
 Wergo 286614-2 (2 CDs).[9]:15038